# 산소

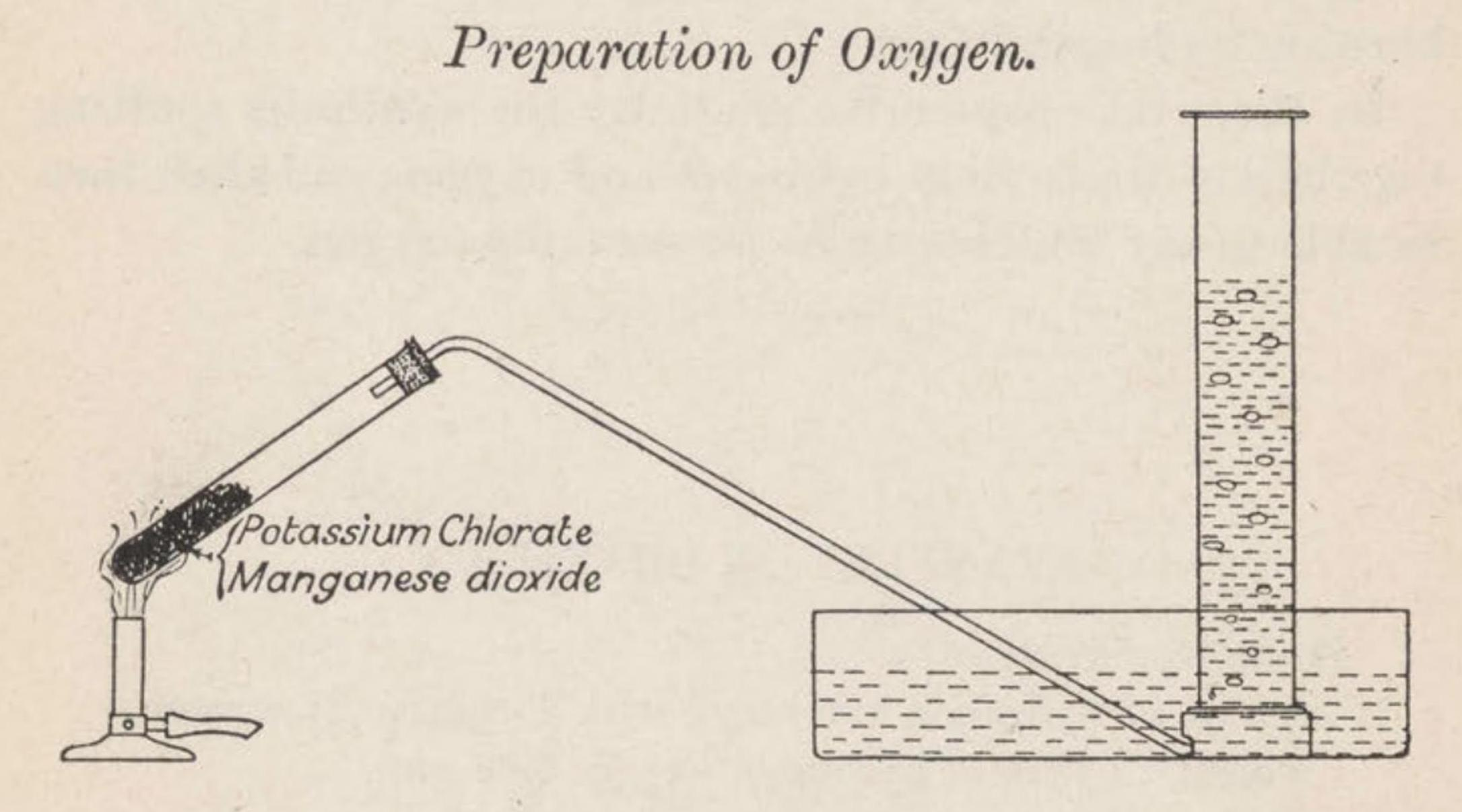
산소 준비를 위한 실험 준비

산소(酸素, 영어: Oxygen)는 화학 원소의 하나로, 원소 기호는 O(라틴어: Oxygenium)이고 원자번호는 8이다. 일반적으로 산소원자 두 개가 결합하여 무색, 무미, 무취인 기체 상태로 존재한다. 공기의 주성분 중 하나로, 지구뿐 아니라 우주 전체에 걸쳐 다른 원소와 공유 결합된 상태로 널리 퍼져있다.
유리 산소(산소 분자, O2)가 처음으로 지구 대기에 나타난 것은 고원생대로, 혐기성 생물(세균 및 고균)의 물질 대사 과정의 부산물로 만들어졌다. 유리 산소의 증가는 그 당시 대부분의 생물들을 죽음으로 몰아 갔으나, 반대로 산소를 이용하는 새로운 생물이 등장하는 계기가 되었다. 또한 오존층의 형성으로 육상생물이 등장하는 계기도 마련해주었다. 산소는 대부분 광합성 작용으로 만들어지는데, 약 4분의 3은 대양의 식물성 플랑크톤과 조류가, 나머지 4분의 1은 육상 식물이 만든다.
사람에게도 생명활동에 꼭 필요한 물질로써, 산소가 결핍되면 5분이 지나 뇌사 상태에 빠지고 8분 뒤면 사망한다. 사람을 비롯한 동물군의 체내에서 산소를 운반하는 것은 적혈구의 주요 역할이다.

## 역사
산소는 1774년 영국의 조지프 프리스틀리가 발견한 원소이다. 프리스틀리는 산화 수은(II)를 가열하는 도중 발생하는 기체가 촛불이 훨씬 더 잘 타도록 하는 성질이 있음을 발견하였다. 또한 프리스틀리는 이 기체가 호흡과 관련되어 있다는 것을 발견하였다. 그는 이 기체의 이름을 ‘탈 플로지스톤 공기’라 불렀다. 한편 스웨덴의 칼 빌헬름 셸레는 산소를 독자적으로 발견하였으나, 산소의 발견을 먼저 발표한 것은 프리스틀리였다. 그 뒤 앙투안 라부아지에는 이 기체의 이름을 ‘산소’로 정하였다. 한자어 산소(酸素)는 독일어 낱말 Sauerstoff에서 유래하였다.

### 플로지스톤설
플로지스톤설은 1667년 독일의 화학자 J. J. 베허가 처음 주장했다. 주요 내용은 모든 가연성 물질에는 플로지스톤이라는 입자가 있어 연소 과정에서 플로지스톤이 소모되고, 플로지스톤이 모두 소모되면 연소과정이 끝난다는 옛 학설이다. 1783년에 라부아지에가 플로지스톤이 존재하지 않음을 확인하였다.

## 존재

### 자연에서의 존재
산소는 질량 백분율로 대기와 해양을 포함한 지각의 49.5%를 차지한다. 건조한 공기에서 산소는 부피 백분율로 20.946%을 차지한다. 지각에 존재하는 산소는 대부분이 규산염이나 산화물, 물의 형태로도 존재한다. 산소는 바다의 질량 면에서 88.81%를 차지하여, 지구 대양을 구성하는 주요 성분이다. 우주에는 수소, 헬륨 다음으로 많이 존재하는 원소이나 그 존재 비율은 낮다.
많은 양의 산소가 호흡, 연소 등으로 사용되지만 대기 중의 산소의 비율은 거의 일정한데, 이는 광합성 때문이다. 광합성이 진행되면서 이산화 탄소와 물이 소비되고 포도당과 산소가 생성된다.

### 동위 원소
대기 중의 산소는 세 종류의 동위 원소로 이루어져 있는데, 16O가 99.759%, 17O가 0.037%, 18O가 0.204%를 차지한다. 대기 중의 산소는 대부분 이원자 분자 상태로 존재한다. 물에 존재하는 산소의 경우 지역에 따라 동위 원소의 비율이 다르게 나타난다.
14O, 15O, 19O는 인공적으로 합성되는 방사성 동위 원소이다. 이들은 반감기가 매우 짧은데, 이중 가장 긴 반감기를 가진 동위 원소는 반감기가 약 120초인 15O이다.

### 동소체
산소의 동소체는 이원자 분자 형태의 O2, 오존으로 알려진 삼원자 분자 형태의 O3, 희귀하고 불안정한 O4 등이 있다. O4는 자성을 띠지 않고 옅은 푸른 빛깔을 띤다. O4 분자는 쉽게 해리되어 O2 두 분자를 생성한다.
지구 대기에 존재하는 오존의 90% 이상이 지표로부터 15~40km 고도의 오존층에 위치하고 있으며, 생명체에게 해로운, 우주로부터 오는 단파 자외선을 거의 흡수한다. 그러나 지표 가까이에 존재하는 오존은 강한 산화력을 가지며 건강에 해로워 대기 오염물질로 취급한다.

## 성질

### 물리적 성질

#### 산소 원자의 성질
산소 원자의 평균 원자량은 15.9994이다. 바닥 상태에서 산소 원자의 전자 배치는 1s2 2s2 2px2 2py1 2pz1이다. 2p 오비탈에 두 개의 홀전자가 존재한다. 산소 원자가 다른 원자와 부분적이거나 완전한 공유 결합을 할 때의 결합각은 90°가 될 것으로 기대되나, 실제로는 물(H2O)의 결합각이 104.47°인 것과 같이 90°에 비해 더 큰 결합각을 가진다. 이 문제는 산소의 2s와 2p 오비탈이 sp3혼성 오비탈을 이룬다고 설명함으로써 해결할 수 있다.

#### 산소 분자의 성질
상온에서 산소는 일반적으로 이원자 분자로 존재하며 무색, 무취, 무미의 기체 상태이다. 액체 상태일 때는 옅은 푸른 색을 띤다. 기체 상태의 산소는 약간의 상자기성을 가지고 있으며 액체 상태일 때도 상자기성을 가진다. 1atm에서 녹는점은 -218.80°C이고 끓는점은 -182.97°C이다. 0°C 105Pa에서의 밀도는 1.4290g/l이다. 쌍극자모멘트는 0이며, 상온에서의 산소 원자간의 평균 거리는 1.208Å이다. 산소는 무극성 분자이다.

### 화학적 성질
산소는 화학적으로 매우 활성이 높은 원소이다. 금, 백금, 은 등의 귀금속이나 비활성 기체, 할로젠(플루오린 제외) 등과는 직접 반응하지는 않지만 그 밖의 원소와는 직접 반응하여 산화물을 만든다. 반응의 예로는 다음과 같은 것이 있다.
{\displaystyle \mathrm {C\ +\ O_{2}\ \longrightarrow \ CO_{2}} }
{\displaystyle \mathrm {4Al\ +\ 3O_{2}\ \longrightarrow \ 2Al_{2}O_{3}} }
{\displaystyle \mathrm {S\ +\ O_{2}\ \longrightarrow \ SO_{2}} }
{\displaystyle \mathrm {3Fe\ +\ 2O_{2}\ \longrightarrow \ Fe_{3}O_{4}} }
{\displaystyle \mathrm {4P\ +\ 5O_{2}\ \longrightarrow \ 2P_{2}O_{5}} }
{\displaystyle \mathrm {2Cu\ +\ O_{2}\ \longrightarrow \ 2CuO} }
{\displaystyle \mathrm {2F_{2}\ +\ O_{2}\ \longrightarrow \ 2OF_{2}} }
일반적으로 이러한 반응은 발열 반응이고, 경우에 따라서는 연소를 일으킨다. 실험실에서 산소의 존재를 확인하는 간단한 방법은 산소를 꺼져가는 불씨에 반응시키는 것이다. 이때 불씨는 다시 타오른다.
산소는 많은 원소와 한 가지 이상의 산화물을 생성한다. 예를 들어 황은 산소와 이산화 황(SO2)과 삼산화 황(SO3)의 두 가지 화합물을 생성한다. 산소가 포함된 이성분 화합물 중 대표적인 것으로는 물(H2O)과 이산화 규소(SiO2)를 들 수 있다. 이 가운데 이산화 규소는 모래의 주성분 중 하나이다. 산소가 포함된 화합물 중 이성분 화합물을 제외하면 규산염이 가장 대표적이다. 규산염은 토양과 바위의 주요 구성 성분이다. 석회암과 대리암을 구성하는 탄산 칼슘, 석고의 구성 성분인 황산 칼슘, 보크사이트의 구성 성분인 산화 알루미늄에도 산소가 포함되어 있다. 또한 철은 자연에서 산화 철 화합물의 상태로 산출된다. 과산화 수소는 표백제로 사용된다.

## 산소 화합물

### 물
물의 성질은 물이 포함하고 있는 산소에 따른 것이 많다. 물이 가지고 있는 수소 원자는 수소 결합을 할 수 있는데, 이는 수소 원자가 전기음성도가 큰 산소 원자와 결합하고 있기 때문에 가능한 일이다. 또한 이온성 화합물이 물에 녹을 경우 물 분자로 인해서 수화되는데, 이 역시도 산소 원자의 존재로 인해 물 분자가 부분적으로 전하를 띠기 때문에 가능한 것이다.

### 산화물
산소는 몇몇 비활성 기체를 제외하고는 거의 대부분의 원소와 산화물을 형성한다. 산화물은 크게 염기성 산화물, 산성 산화물, 양쪽성 산화물로 나뉠 수 있다. 염기성 산화물은 물에 녹아서, 또는 물과 반응하여 염기성 수용액을 생성하는 산화물을 말한다. 알칼리 금속과 베릴륨을 제외한 알칼리 토금속 등 금속성이 강한 원소의 산화물 또한 여기에 속한다. 높은 산화수의 전이 금속 산화물과 비금속의 산화물은 산성 산화물인 경우가 많다. 양쪽의 중간에 속하는 원소의 산화물은 양쪽성 산화물이 되는데, 양쪽성 산화물은 산성 물질과도 반응이 가능하고, 염기성 물질과도 반응이 가능하다. 산화 알루미늄 등이 여기에 속한다.

## 용도

### 야금
산소는 야금 과정에서 제련, 정제, 용접, 절삭 등 여러 가지 방면으로 활용되고 있다. 금속의 제련 과정에서는 많은 양의 산소를 용광로에 공급해야 한다. 정제 과정에서도 불순물을 산소로 산화시켜 제거하는 방법을 사용한다. 산소아세틸렌 용접은 산소와 아세틸렌의 반응 시 발생하는 열을 이용하여 금속의 용접을 행하는 것을 의미한다. 절삭 역시 산소아세틸렌을 이용하여 이를 수행할 수 있다.

### 화학 합성
여러 화학 합성 공정이 산소와 관련되어 있다. 탄화수소를 산소로 연소시킬 때 산소의 양을 세밀하게 조절하는 등의 조치를 취할 경우 연소의 여러 단계에서 발생하는 물질을 생성할 수 있는데, 이를 부분 산화라고 한다. 예를 들어 대부분이 메테인으로 구성되어 있는 천연가스가 이 공정을 거칠 경우 천연가스로부터 아세틸렌, 에틸렌, 프로필렌 등을 얻을 수 있다. 탄소나 탄화수소를 산소와 수증기로 반응시킬 경우 일산화 탄소, 수소 등으로 이루어진 합성가스를 얻을 수 있다. 합성가스는 메탄올, 옥테인 등 여러 화합물 생성에 원료로 사용될 수 있다. 그 외에도 산소는 연료 합성, 염료 생산 등 다양한 공정에 관여하고 있다.

### 공업연료
- 제철소, 철 구조물, 자동차 용접에 사용된다.
- 폐수, 폐유 처리에 사용된다.
- 유리제조에 사용된다.
- 의료용 호흡에 사용된다.
- 로켓, 잠수함 추진제에 사용된다.

## 생물학에서의 산소

### 광합성
식물의 광합성 과정은 이산화 탄소와 물을 사용하여 탄수화물과 산소를 생성하는 과정이다. 광합성의 전체 과정을 반응식으로 간단히 나타내면 다음과 같다. 반응식에서는 생성되는 탄수화물을 포도당으로 나타내었으나, 정확하게는 포도당 뿐만 아니라 다른 탄수화물로도 전환될 수 있는 글리세르알데하이드-3-인산(G3P)이 생성된다.
{\displaystyle \mathrm {6CO_{2}\ +\ 12H_{2}O\ +\ E\ \longrightarrow \ C_{6}H_{12}O_{6}\ +\ 6O_{2}\ +\ 6H_{2}O} }
광합성은 크게 명반응과 캘빈 회로로 구성되는데, 산소는 명반응 과정에서 생성된다. 명반응 과정에서 엽록체에 존재하는 수많은 색소 분자는 빛 에너지를 반응 중심에 있는 엽록소로 집결시키고, 이렇게 해서 집결된 빛 에너지는 전자로 전달되어 전자를 에너지적으로 들뜨게 한다. 들뜬 전자의 에너지는 ATP를 생성하는 데 쓰이고, 최종적으로 전자는 NADP+으로 이동하여 NADPH를 생성한다. 이후 ATP와 NADPH는 캘빈 회로에서 탄수화물을 생성하는 데 사용된다. 이때 필요한 전자는 물을 분해시켜서 얻는다. 물의 분해 결과 산소와 수소 이온이 생성되며 이렇게 해서 생성된 산소는 식물의 기공을 통해서 빠져나가게 된다.

### 세포호흡
생명체는 세포 호흡 과정에서 산소를 사용한다. 전체 과정을 하나의 반응식으로 요약하면 다음과 같다.
{\displaystyle \mathrm {C_{6}H_{12}O_{6}\ +\ 6O_{2}\ \longrightarrow \ 6CO_{2}\ +\ 6H_{2}O\ +\ E} }
세포 호흡은 크게 해당과정, TCA회로, 산화적 인산화 과정으로 나뉘는데, 이 중 산소가 관여하는 과정은 산화적 인산화 과정이다. 해당과정과 TCA회로에서 NAD+는 고에너지 전자를 받아 NADH가 된다. 생성된 NADH는 미토콘드리아의 내막에 존재하는 단백질 복합체로 전자를 전달한다. 단백질 복합체에서 전자가 가진 에너지는 ATP를 생성하는 데 사용된다. 마지막으로 전자는 산소로 전달되고 수소 이온과 결합하여 물이 생성된다.

### 대기의 생성
원래 대기에는 지금과 같이 이원자 분자 상태로 존재하는 산소가 존재하지 않았다. 광합성의 결과 산소를 배출하는 생물이 최초로 등장하였을 때, 이들로 인해서 생성된 산소는 처음에는 물에 녹아 있는 철과 반응하여 산화 철을 생성하였을 것으로 추정된다. 산화 철이 생성된 다음에 발생되는 산소는 물에 녹았을 것이고, 이후 물이 산소로 포화되자 대기 중으로 산소가 방출되기 시작하였다. 산화 철이 풍부한 암석의 연대를 살펴볼 때 이러한 과정은 27억 년 전에 일어난 것으로 추정된다.반응성이 큰 산소가 등장하자 산소에 적응하지 못한 수많은 원생생물을 멸종시켰다. 산소가 충분히 공급되지 못한 환경에서 살아가던 생물은 지금의 혐기성 세균으로 진화하였고, 산소가 풍부한 환경에서 살면서 산소에 적응하는 데 성공한 세균은 여러 형태의 생물로 진화하였다. 또 선캄브리아기 말기 6억 년전에 한 번 더 산소의 비율이 급격히 증가하는 사건이 있었는데, 이후 동물이 출현할 수 있는 환경을 만들어 주었다.

### 활성 산소
산소 중에는 세포의 노화를 일으키는 산소가 있는데, 이를 가리켜 활성 산소라 한다. 활성 산소는 산소가 물로 환원될 때 불완전 환원이 되어 생기는 화합물로, 활성 산소가 세포에 작용하면 세포가 노화되며, 심하면 암을 일으키기도 한다. 그러나 지금은 활성 산소가 생성되기 전에 재빨리 물로 환원시키는 비타민 E가 있다.

## 같이 보기
- 산소의 순환
- 저산소증
- 산소 중독
- 오존

## 참고 문헌
- Campbell, N. A. et al., Biology, 8th edition, San Francisco: Pearson Benjamin Cummings, 2007.
- Considine, G. D. et al., Van Nostrand's encyclopedia of chemistry, 5th edition, Hoboken: Wiley-Interscience, 2005.
- Parker, S. P. et al., McGraw-Hill encyclopedia of chemistry, New York: McGraw-Hill, 1993.
- 化學大辭典編集委員會 편, 성용길, 김창홍 역, 《화학대사전》, 서울: 世和, 2001.